# Шишак

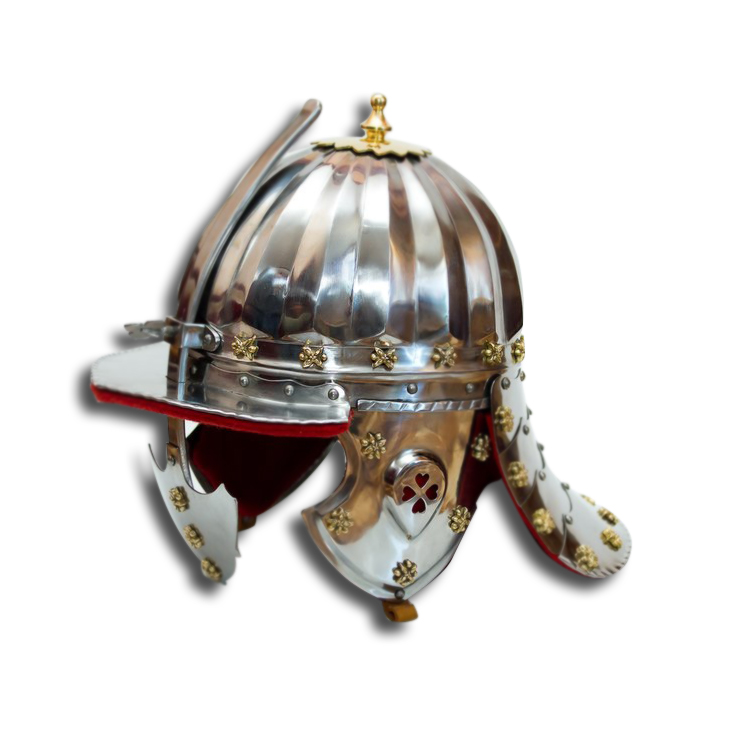
Шишак европейского стиля XVII ст.

Шиша́к — шлем (вид шлема или наголовья) с сфероконической или полусферической тульей, металлическими ушками или наушками, сегментированным "рачьим" назатылком (иногда со слуховыми отверстиями), железным подвижным наносником (полумаской), который удерживался и регулировался винтом, и высоким навершьем (шиш или шишак), которое имело вид длинной трубки и оканчивалось яблоком или украшалось репьём. Зачастую обладал козырьком с совмещённым креплением под винт для удержания наносника или полумаски, при этом мог ещё оснащаться трубками для плюмажа, гребнем и иными деталями.
Происхождение самого слова можно выводить от турецкого «çiçek»  – означает «цветок», что приписывается форме тульи шлема, венг. sisak, польское «szyszak» или немецкое «zischägge».
В исторической русскоязычной литературе термин "шишак" использовался в том числе и для обозначения иных типов шлемов.

## История появления
У восточных народов употреблялись довольно разнообразные шлемы полусферической формы с возвышением на макушке и навершием — шишечкой. Часто они были с совершенно открытым лицом, на которое иногда опускался лишь тонкий наносник. Иногда лицо закрывала личина. Монгольские шлемы имели куполообразную форму; такую же форму, но несколько ниже, имеют индо-мусульманские шишаки, к которым для защиты затылка и щёк прикреплялась кольчужная бармица, что в дальнейшем повлияет на исходную форму шишака.
Впервые шлемы данного типа появляются на территории Османской Империи в XVI столетии. В турецкой армии появляется тип шлема, имеющий некоторые особенности. Прежде всего эти шлемы характеризуются прямым козырьком для глаз. Железный наносник может фиксироваться под козырьком в любом положении с помощью винта. Тыльная часть шлема защищена назатыльником, который в XVI веке еще висел на шлеме на коротких цепочках, а позже соединялся с ним ремнями.
Такие шлемы появились в начале XVI века как многочисленные трофеи и сохранились в данной форме до конца XVII века, даже еще дольше, только после им стали придавать более низкую, полукруглую форму. Русские, поляки и венгры, перенявшие турецкий шлем, изменили его сообразно своему национальному вкусу. Различия в формах шлемов у разных народов незначительны, но все-таки они, как правило, четко делятся на московитские, польские и гусарские шишаки. С 1590 года все восточные шлемы фигурируют также под названием «шишак», в Европе сохранившимся до XVII века.

## Шишак восточного типа
Турецкий шишак как предмет вооружения применялся не только в турецкой армии. Это в достаточной степени подтверждается тем, что такая форма шлема встречается у персов, индусов, черкесов и т. д. Прародиной этой формы шлема является Персия. В восточном комплексе вооружения всадника данный шлем является дальнейшим развитием шлемов тюрбанного типа и иных образцов сфероконической формы. Эти шлемы отличались сфероконической тульёй, причём форма в одних случаях могла быть ближе к конической, в других — за счёт высокого венца — к цилиндроконической. Делались из железа или томпака. Тулья могла быть как гладкой, так и рифлёной, гранёной или с выпуклостями. Шлемы снабжались навершием в виде шишечки. В некоторых случаях (но не во всех) дополнялись козырьком-полкой, который приклёпывался стальными или медными заклёпками, а спереди был заострён; также скользящим наносником, проходящим через прорезь в козырьке и петлю над ним (в отдельных случаях в этой петле делалось отверстие с резьбой, в которое ввинчивался «шурупец», позволяющий фиксировать наносник). Кроме того, могли снабжаться крепящимися на ремешках или цепочках наушами и назатыльником в виде выгнутой пластины. Если шлем одновременно снабжался всеми этими защитными элементами, то представлял собой ерихонку. Турецкие шишаки нередко украшались гравировкой. Изредка они могли покрываться кожей и бархатом.

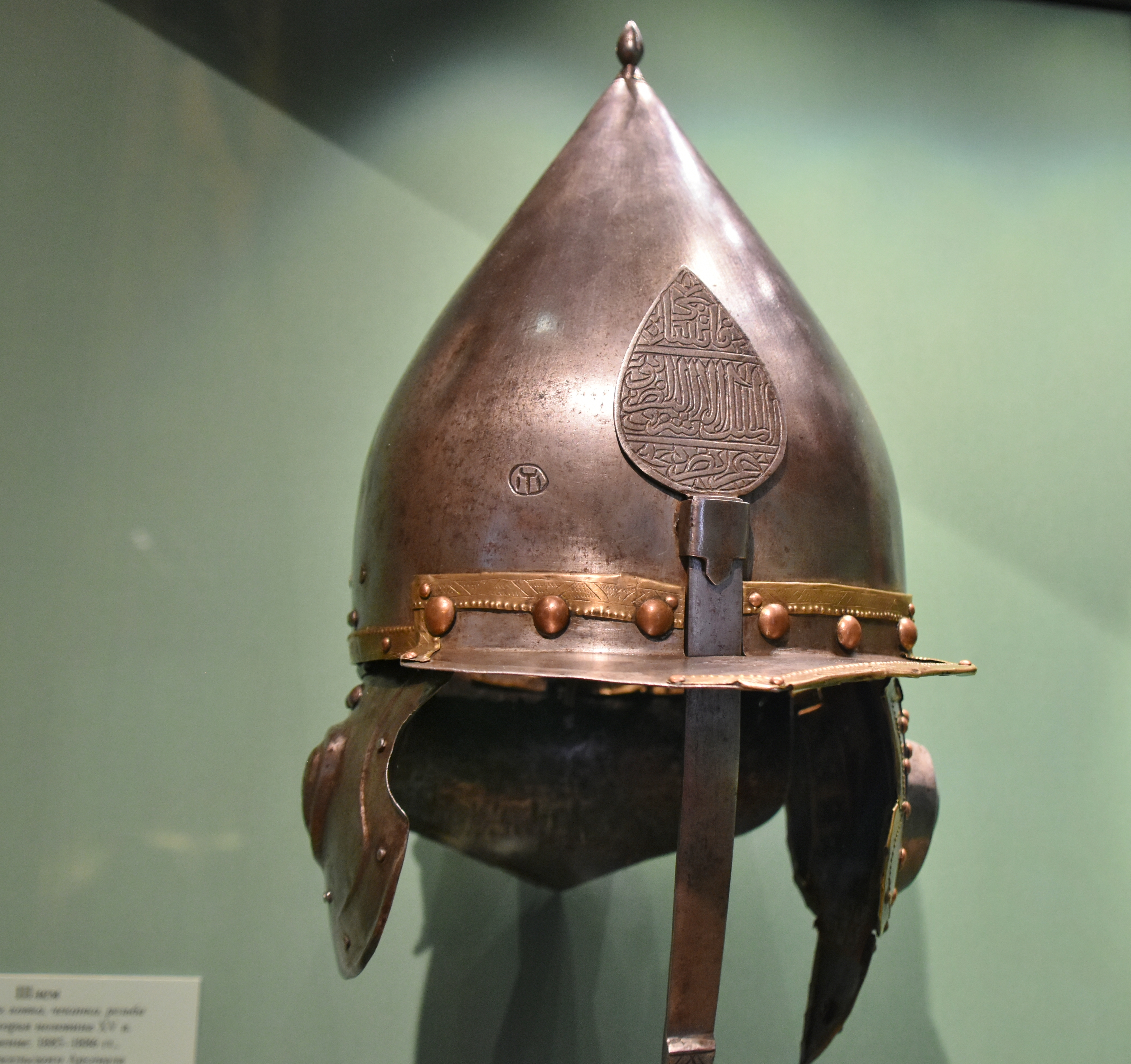
Шлем египетского султана Кайт-Бея.

Одним из наиболее известных турецких шишаков является шлем Мехмеда Соколлу, датируемый 1560 годом. Он отличается довольно высокой гранёной полированной тульёй, украшенными золотой насечкой венцом, козырьком, наушами, назатыльником и наносником, а также прорезная верхняя часть наносника. Подобные шлемы в качестве принадлежности знати применялись и в других странах, в том числе — в России, будучи турецкими дарами, импортом или местными подражаниями.

### Шишаки в Московском государстве
В России такие шлемы появились в XVI веке под турецко-иранским влиянием и использовались, в основном, знатными людьми — царями и воеводами, поэтому богато украшались золотом, серебром и драгоценными камнями. В большей своей части, такие шлемы (аналогично с иными доспехами) появлялись посредством импорта, в связи с чем, на некотором количестве шлемов могут присутствовать как славянские, так и арабские или персидские надписи. Сами же шлемы могли быть из стали, булата, дамаска. 

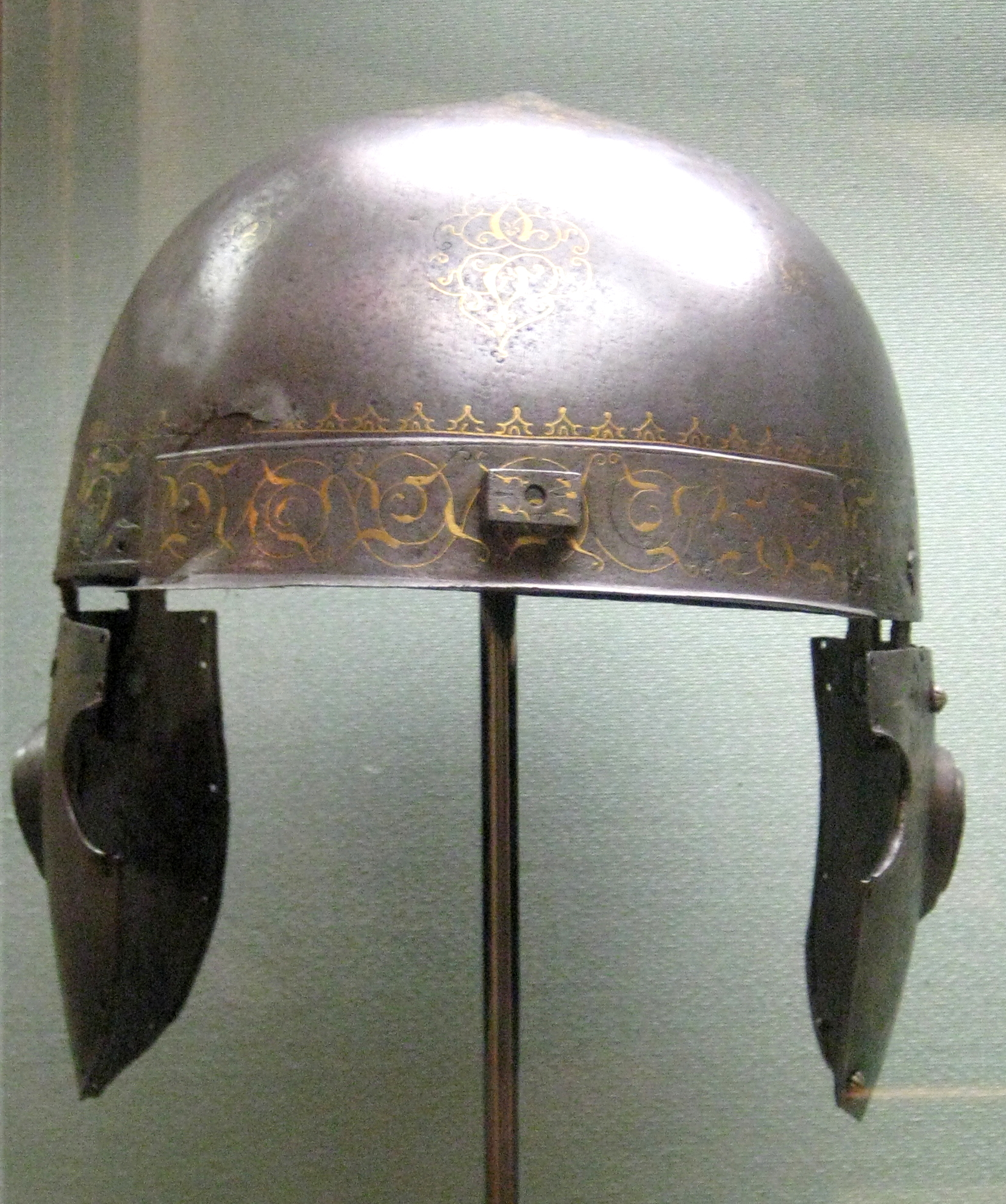
Шишак царя Михаила Романова. Москва. Мастер. Н. Давыдов. 1613—1639. Железо, кожа. Ковка, насечка золотом, клёпка. ГММК.

В Оружейной палате Московского Кремля хранится 6 парадных царских шлемов-ерихонок.
В их числе — булатная Шапка ерихонская Михаила Фёдоровича (иногда ошибочно приписываемая Александру Невскому), сделанная в 1621 году мастером Никитой Давыдовым, возможно, на основе арабского шлема, украшенная золотой насечкой, эмалью, алмазами, рубинами, изумрудами и жемчугом.
С середины XVI века цельнокованные полусферические шлемы в Московском Царстве становятся наиболее массовым типом защитных нагловий, а с начала XVII — вместе с шапками железными (кабассетами) получают полное преобладание. В середине XVII века под западным влиянием в царском войске получают распространение шишаки с полусферическими тульями.

## Шишак европейского типа
В европейских армиях шишак стал появляться вместе с вторжением османских войск в Европу. Так, в граничащем с Османскими владениями, Венгерском королевстве данные шлема стали появляться в качестве трофейных. В XVI столетии, данные типы шлемов с некоторыми изменениями (переход к сферической форме тульи, упрощение наушей, увеличение площади и количества сегментов назатыльника) начали производиться на территории земель Венгерской короны. 

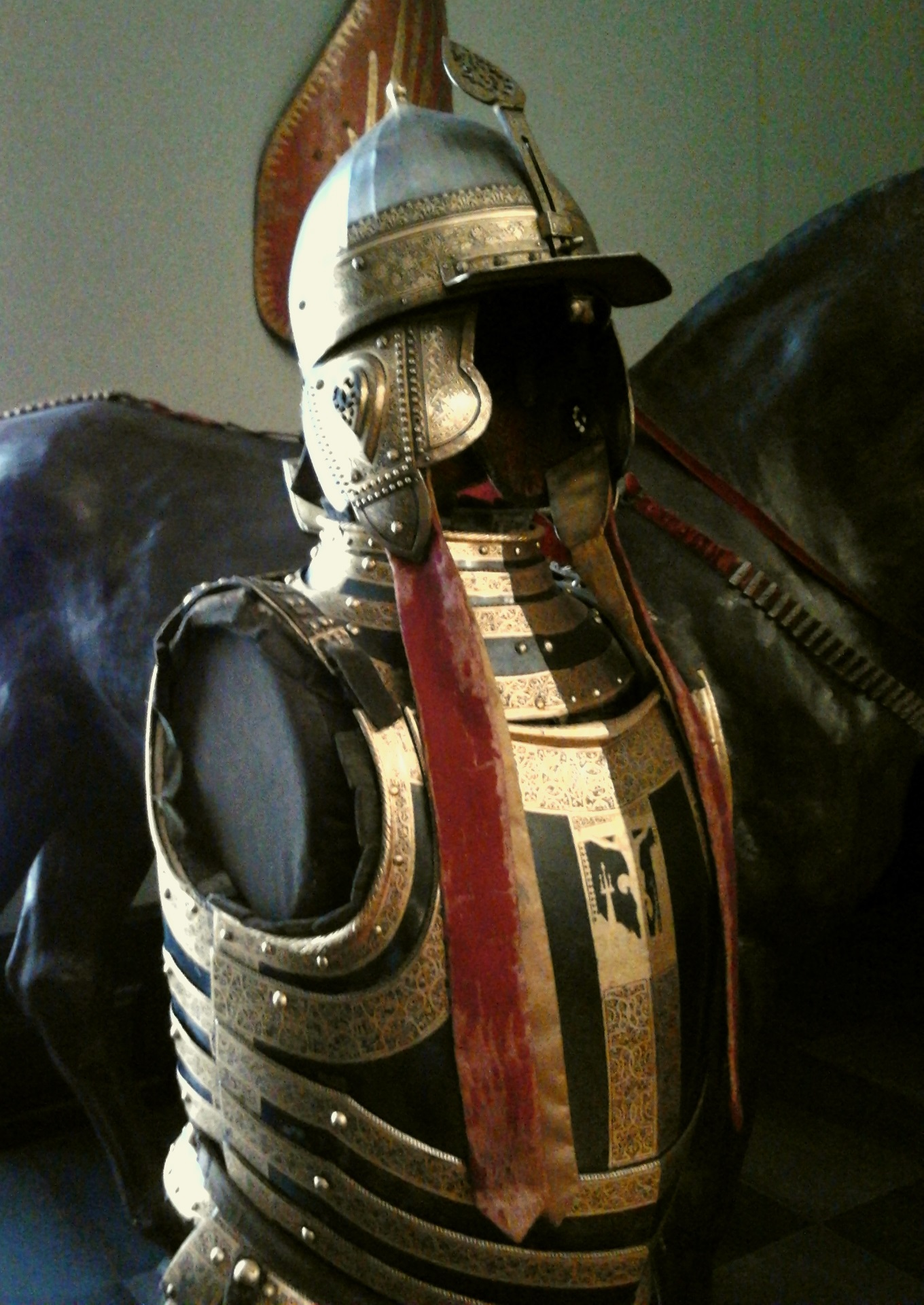
Шишак с кирасой короля и великого князя Стефана Батория

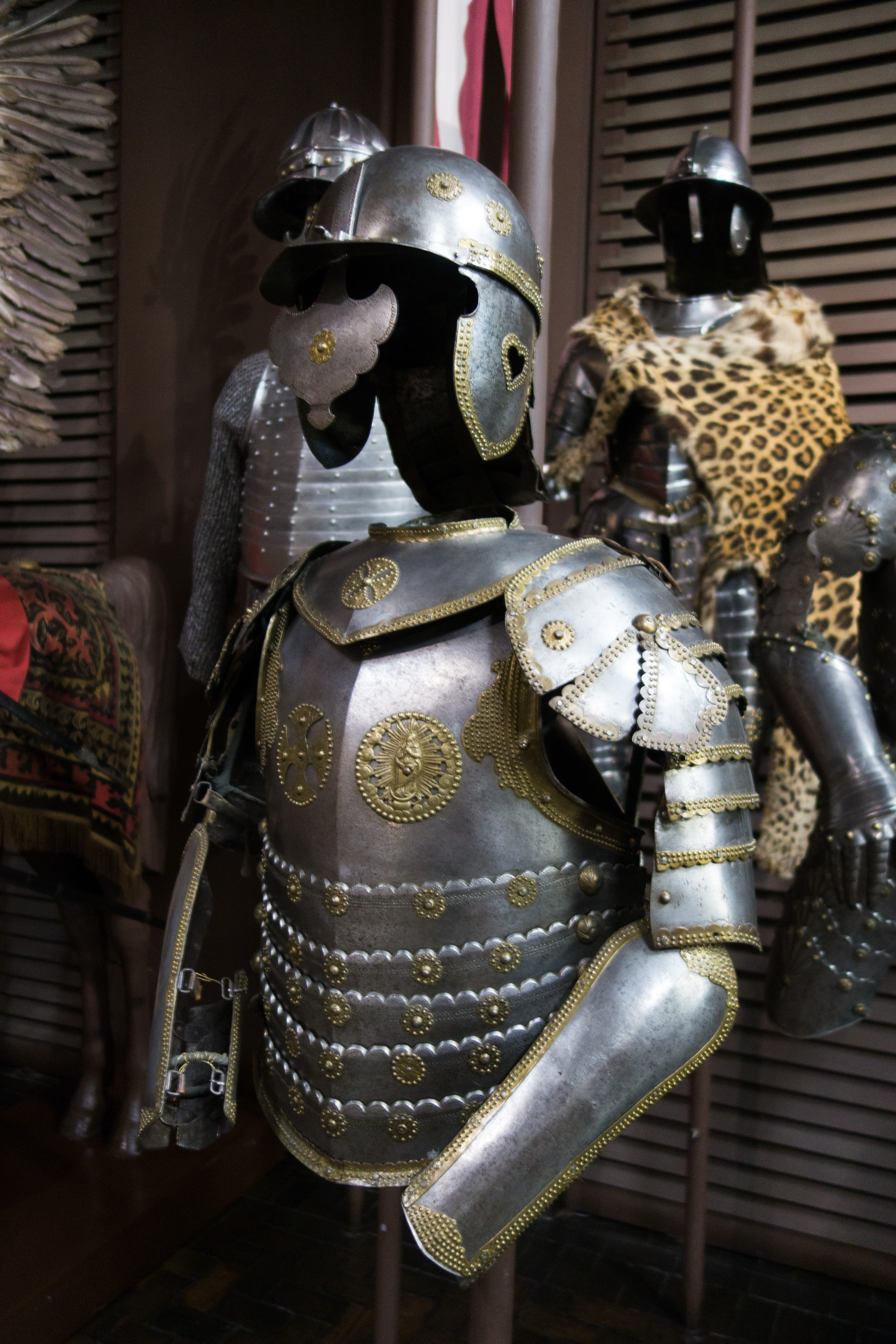
Шишак в комплексе вооружения гусара Речи Посполитой XVII века

Заимствование шишака происходило далее в Речь Посполитую и немецкие земли, что далее распространило шлема данной конструкции по всей Европе.
Изготавливаться купол данного шлема мог как цельнотянутым способом с изготовлением рёбер от верха к краю купола, так и методом соединения двух половин в гребне (последний способ получил широкое распространение на территории Британии).
Популярность данная конструкция получила в силу своей простоты в производстве (по сравнению с бургиньотом), хорошей площади защиты, особенно в нижней проекции (в сравнении с кабассетами и морионами) и хорошем обзоре при стрельбе, что отлично подходило к идее распространения массового доспеха для кавалеристов многочисленных армий Европы XVI-XVII вв.

### Шишак в Речи Посполитой
Особое развитие шишак получил на территории Речи Посполитой с началом проведения военной реформы королём и великим князем Стефаном Баторием. В данный момент происходит стандартизация вооружения крылатых гусар, в комплекс которого, также входил шишак.
Гусарские шишаки получили отличительную особенность в виде развития наносника в полумаску, что было продиктовано необходимостью защиты лица при конном таране, а учитывая, что гусарская конница была довольно дорогим родом войск, шишаки могли украшаться гребнями, втулками для плюмажа, декоративными крыльями и элементами декора из цветных металлов.

### Шишак в Британии
После окончания Тридцатилетней войны шишак прочно вошёл в комплекс вооружения европейского всадника и получил распространение по всей христианской Европе, в том числе и Британии. С началом гражданской войны в Англии получил широкое распространение и ряд местных особенностей. Так, он имел упрощённые (с точки зрения производства) формы тульи и назатылка который мог изготавливаться в форме одной пластины с оребрением.
Изменению подвергся и наносник с козырьком, который в некоторых образцах представлял собою подъёмное забрало. Роль забрала выполнял расширяющийся наносник либо перекрытие из металлических полос.

## Терминология и проблемы наименования
На данный момент существует существенная разница в наименовании данного типа шлемов в европейской, и в русскоязычной - в частности, литературе. Определенные трудности придает тот факт, что большинство музейных предметов в различных источниках могут иметь по несколько названий, различающихся между собой даже по содержанию.

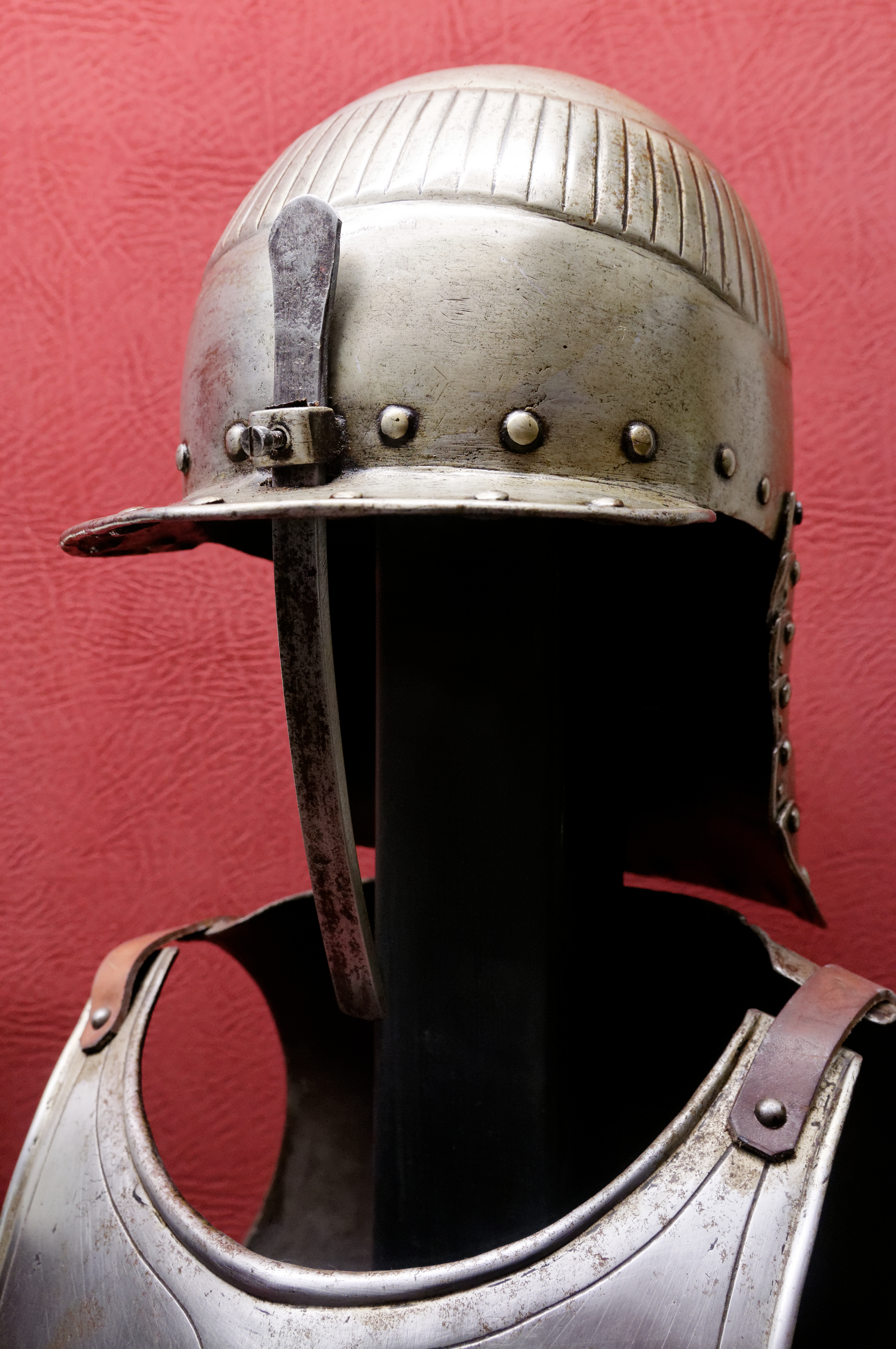
Переходный вариант бургиньота и шишака итальянского производства

В европейской литературе шишаки могут называться «sturmhaube», «capallina», «burgonet», что связано с конструкционной схожестью и наличием смешанных вариантов с бургиньотами и иными типами шлемов.
В британской литературе шлем, который носили и «кавалеры» и «круглоголовые» парламента, получил название «пот» («горшок»), либо «горшок с хвостом лобстера» – очевидный намек на его затыльную часть из черепицеподобных пластин.
В русскоязычной литературе путаница возникает по ряду иных причин. Первой причиной следует считать то, что тюркоязычный термин «чичак» встречался в русской литературе со времён средних веков и означал шлема иных конструкций восточного стиля.
По одной старой теории, на Руси название шишак (чечак) впервые встречается в 1359 году в завещании князя Ивана Ивановича; Впрочем, по мнению М. В. Горелика, слова шишак и чечак не имеют никакого отношения друг к другу. Русское слово «шишак», обозначающее расплывчато некие разновидности шлема, происходит от тюркского слова «шиш» — выпуклость, острие, вертел…». «Чечак (монг. цэцэг) — тюрк. цветок, а «чечак золот», да еще с каменьями — это драгоценная бляшка в форме цветка, которых в чингизидской торевтике известны многие образцы». Сам термин шишак не встречается в русских документах до XVII века. Н. В. Гордеев привел один пример использования термина шишак в XVI веке, которое он процитиривал из работы А. В. Висковатова. В этом фрагменте упоминается помещик И. И. Кобылин-Мокшеев, у которого был и шелом, и шишак. Однако, как показали недавние исследования, Висковатов допустил ошибку при переписывании фрагмента из текста Боярской книги, в результате которой, в историографии бытовало мнение об распространенности термина шишак в XVI веке и о возможности ношения шишака под шеломом.
В уставе «Учение и хитрость ратного строения пехотных людей» железные шишаки имеет смысл носить солдатам, вооружённым мушкетами, которые назывались мушкетёрами — :
«Да мушкетёру же надобен шишак (шлем) потому, что не одно, что от посеку, но и на приступех от каменья и от горячей воды и от иных мер, и для того мушкетёру шишак добре пригож, что на затравках и в напусках от рейтар большая поруха над головою живёт».
Второй причиной является то, что все шлема-ерихонки являются по своей конструкции шишаками, из-за чего встречается название «ерихонка» по отношению к любому шлему шишаку.

## Фото вариантов шлемов

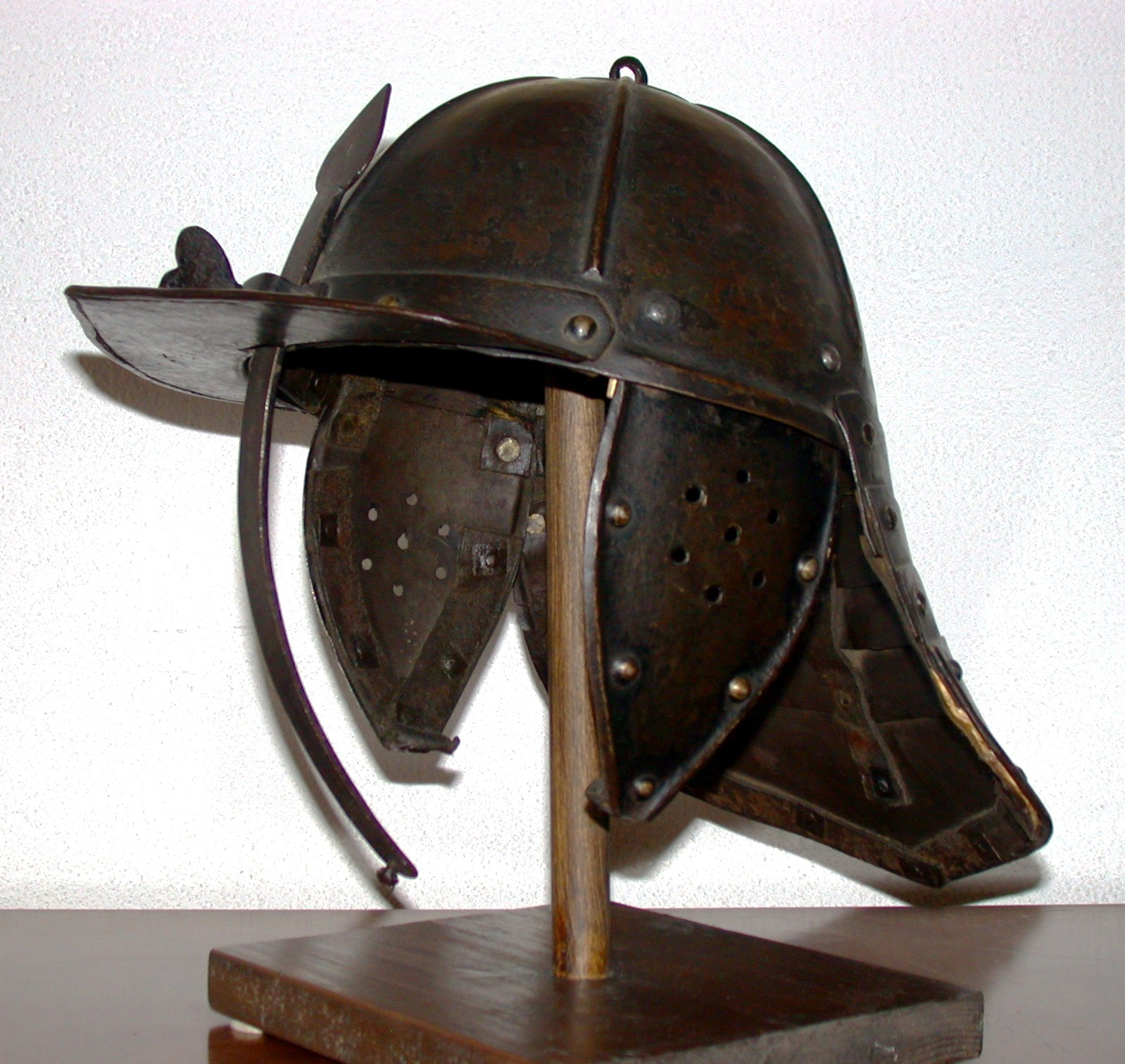
Шишак немецкого производства
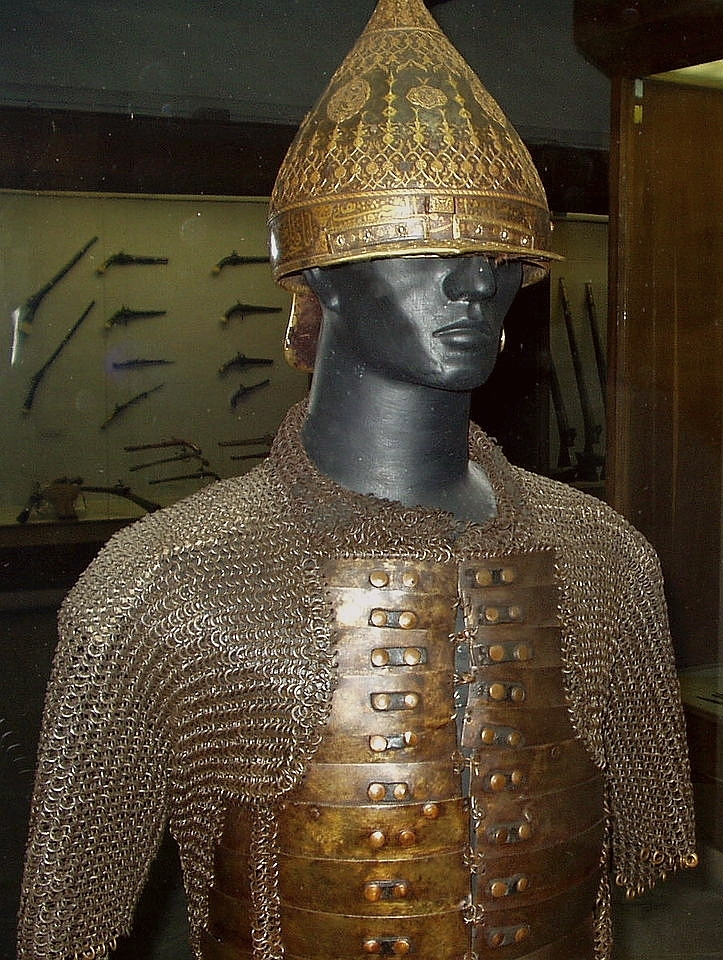
Шишак турецкого производства
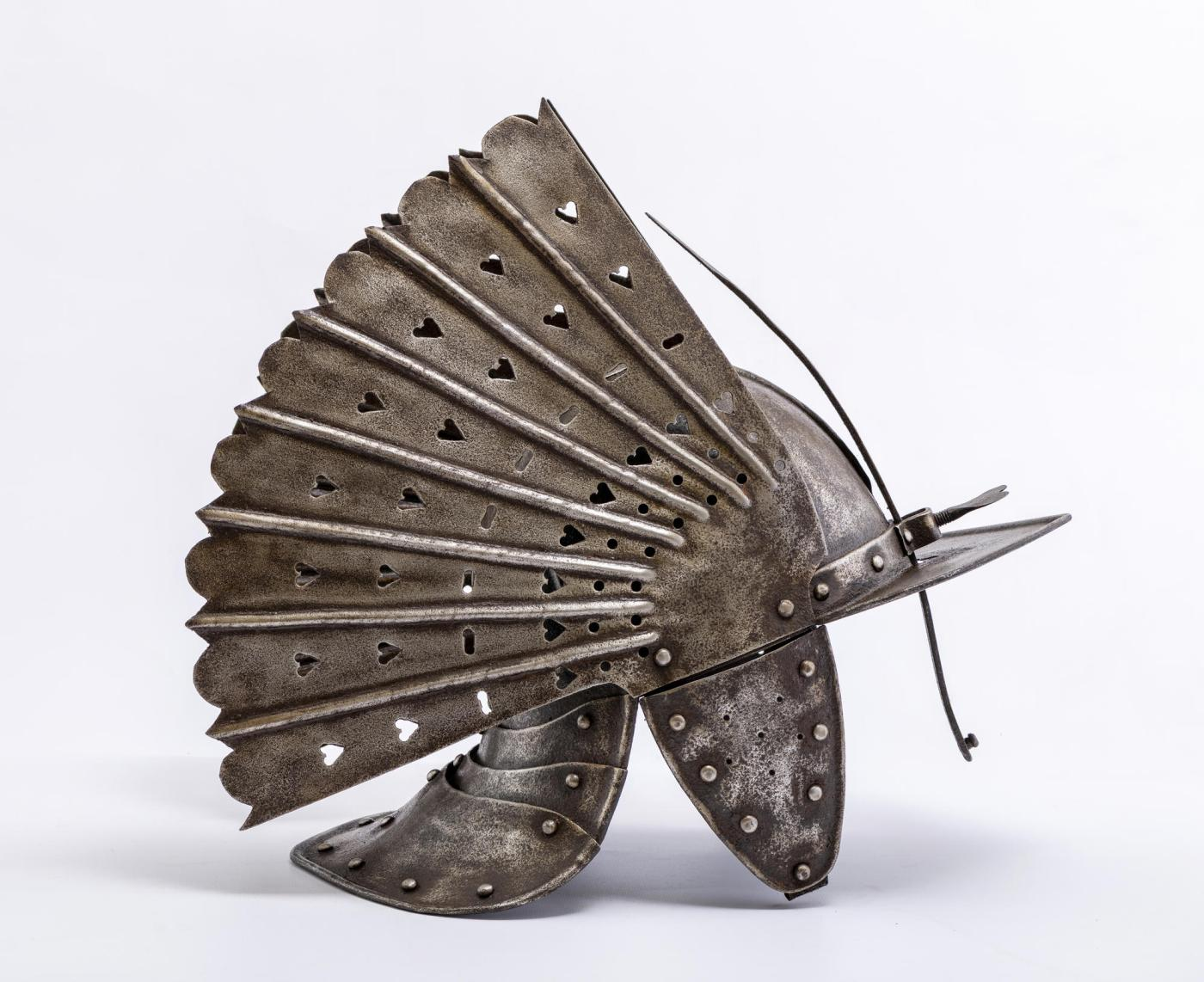
Польский шишак с декоративными крыльями
шишак шведского производства
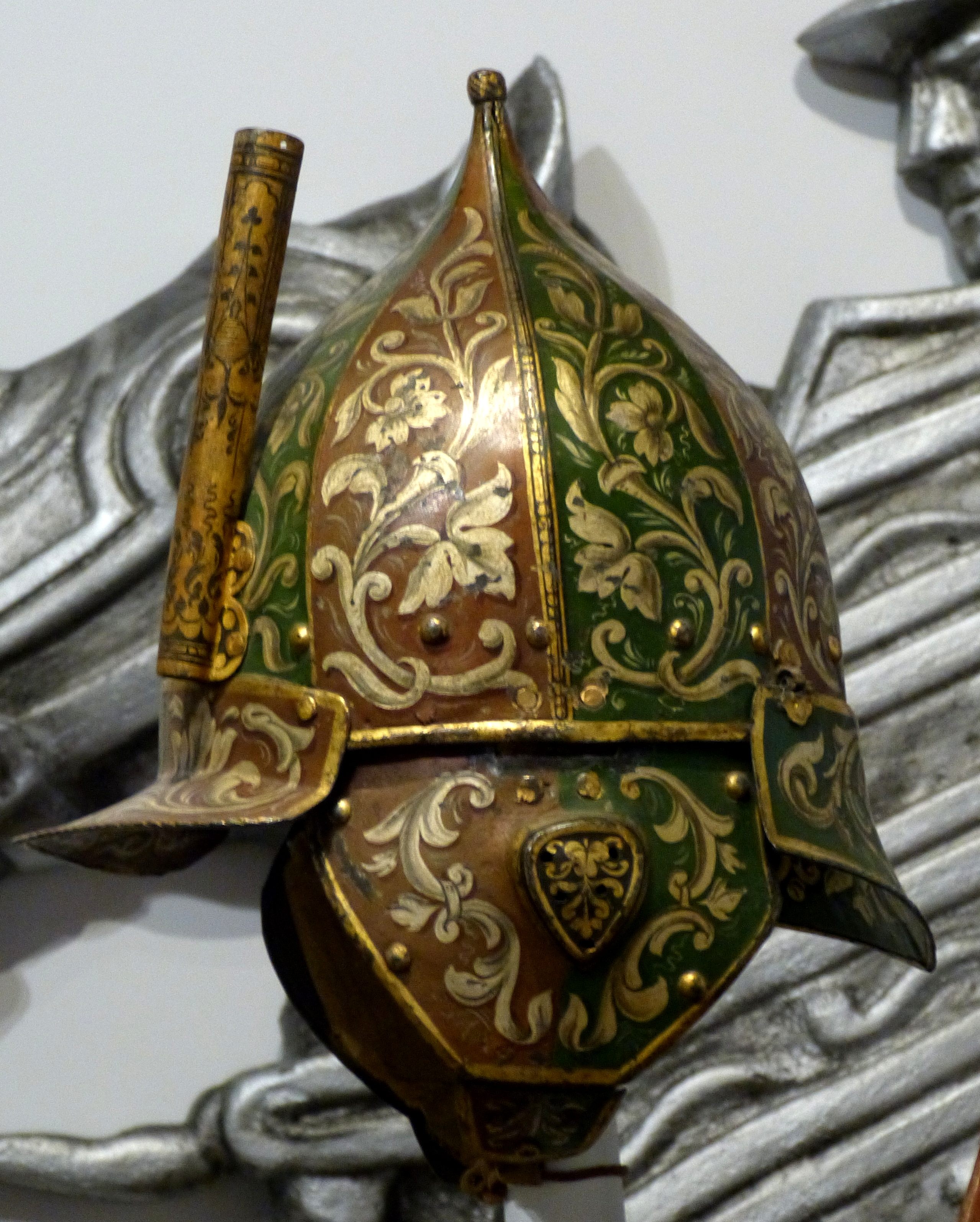
Переходный вариант шишака из бургиньота, принадлежал императору Фердинанду II
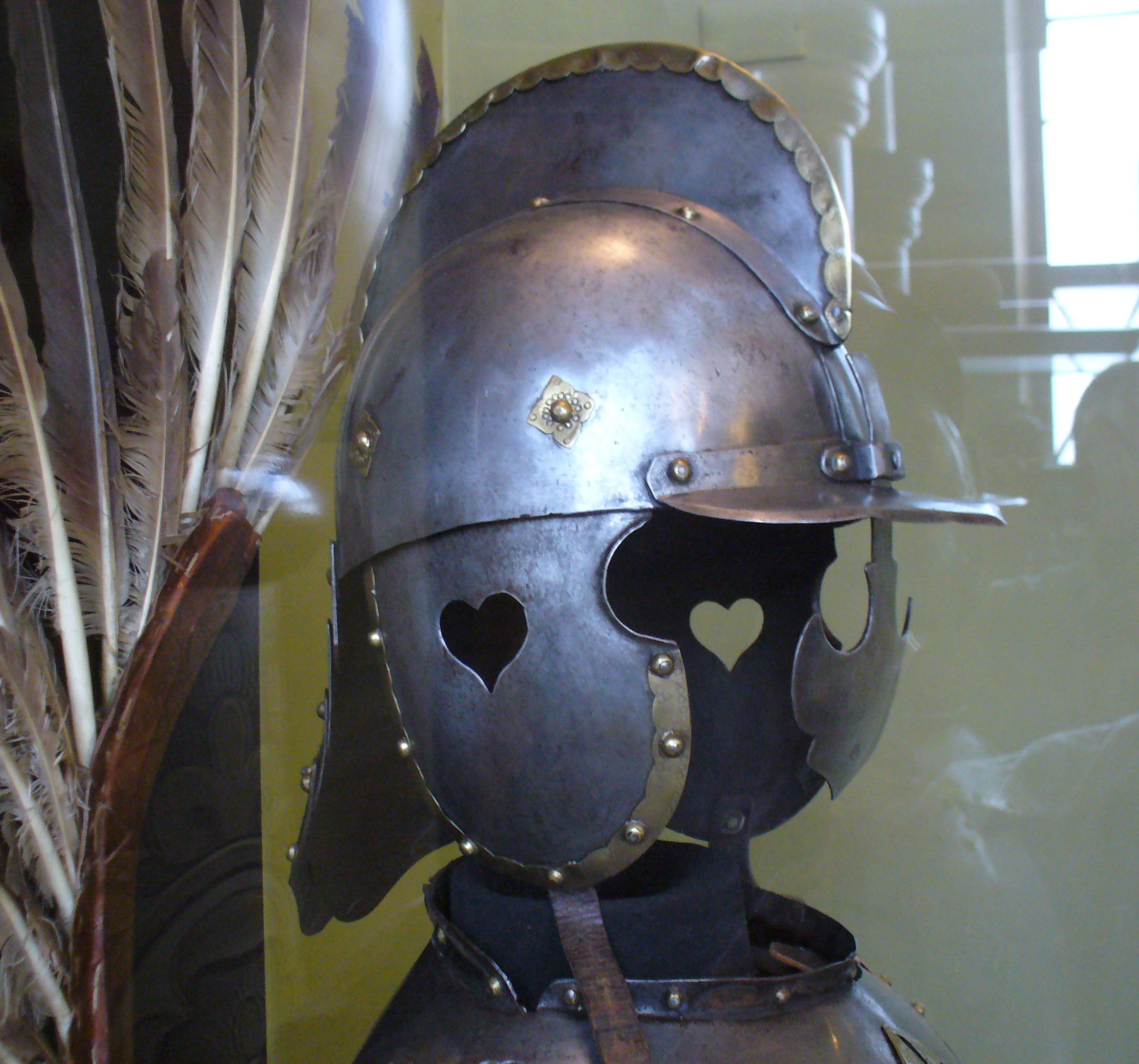
Шишак крылатого гусара с гребнем, полумаской и латунными украшениями
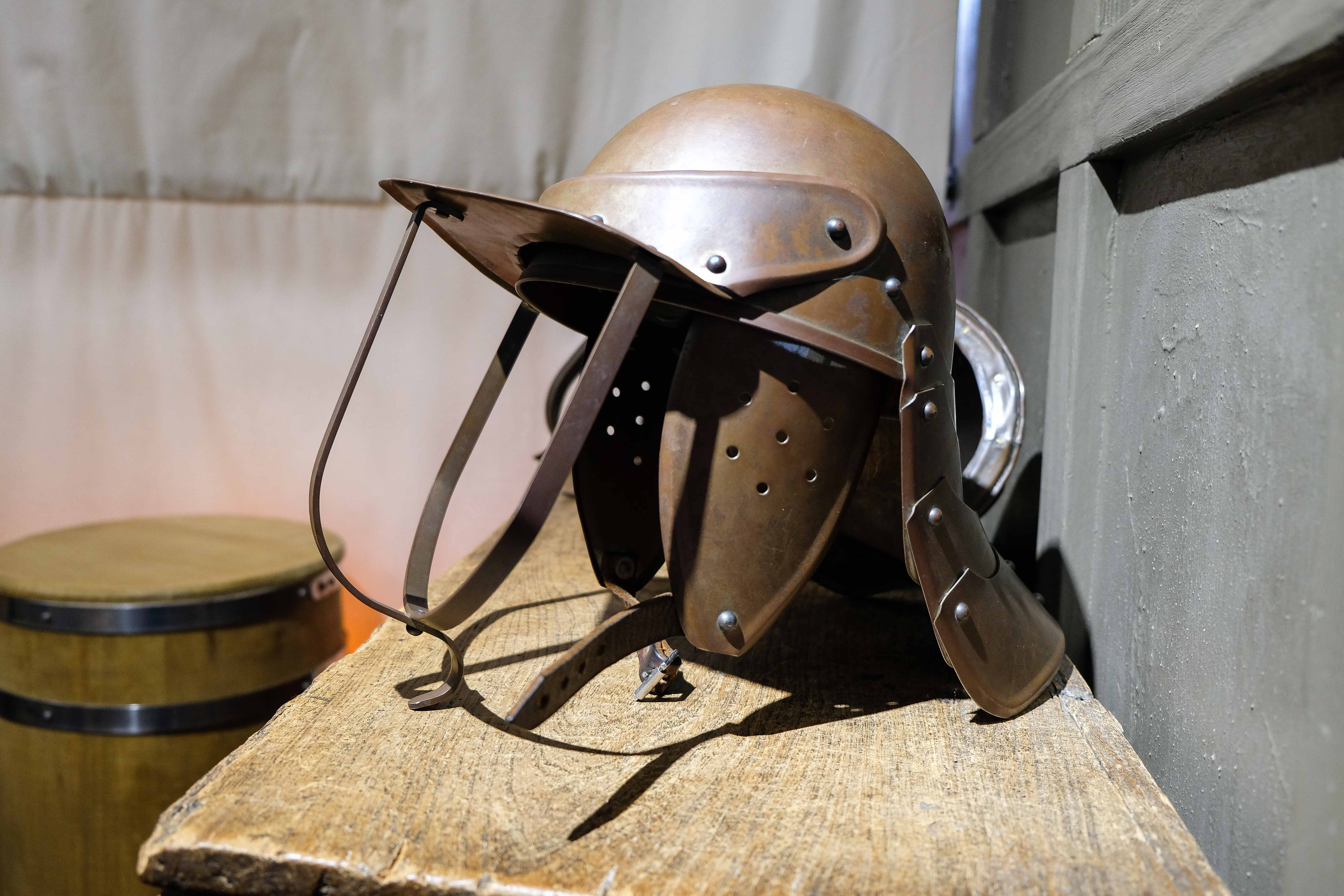
Английский шишак
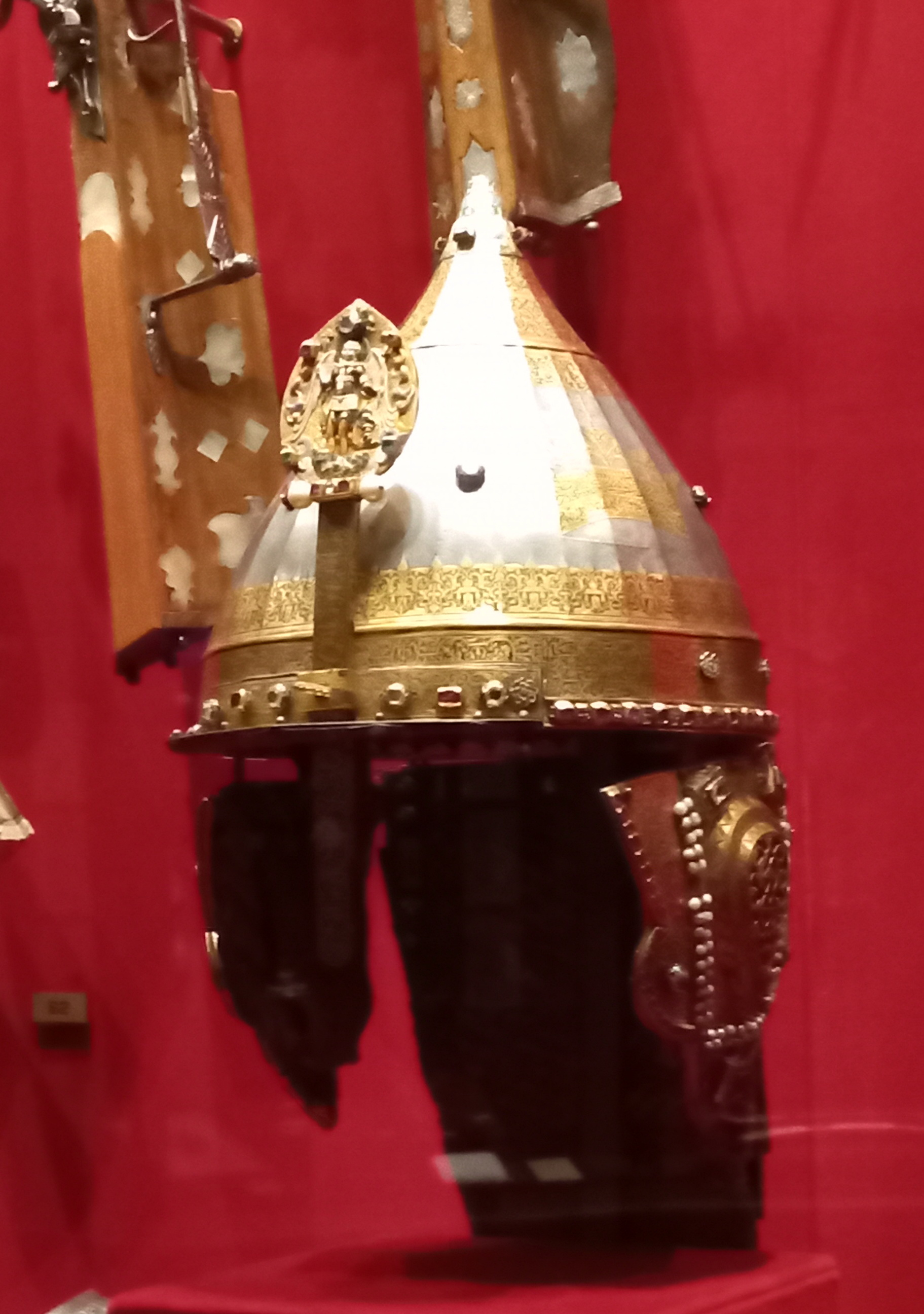
Шишак царя Михаила Фёдоровича из собрания Ерихонских шапок